# Cameraria nemoris
Cameraria nemoris là một loài bướm đêm thuộc họ Gracillariidae. Nó được tìm thấy ở Hoa Kỳ (California và Maine).
Sải cánh dài khoảng 8 mm.
Ấu trùng ăn Vaccinium ovatum. Chúng ăn lá nơi chúng làm tổ.Tổ có dạng đốm nằm ở mặt trên của lá.